# Thể sợi
Thể sợi (mycelium) trong môn nấm học là để chỉ thân nấm, ở dạng nấm mũ thì thân nấm (mycel) thường nằm ở dưới đất hoặc giá thể, còn mũ nấm mà ta nhìn thấy chỉ là bộ phận sinh sản của nấm mang những bào tử của nấm.